# Schloss Armenruh
Schloss Armenruh (polnisch Pałac Rochów) war ein Schloss im polnischen Twardocice (Harpersdorf) im Powiat Złotoryjski (Kreis Goldberg).

## Geschichte
Um 1390 war der Ort in Besitz der von Hochberg. Von 1506 bis 1716 waren die von Mauschwitz Besitzer, danach die von Braun auf Zobten und wieder die von Hochberg. Ein Herrenhaus am Ort ist für 1610 belegt. Um 1780 war Armenruh in Besitz von Emanuel von Vitzhum-Eckstädt. Dieser ließ das bis 1945 erhaltene Schloss im Stil des Spätbarock erbauen. Bei Instandsetzung des Schlosses nach einem Brand 1791 erhielt der Bau zeitgemäße Stilelemente.
Um 1800 erwarb Reichsgraf von Lippe den Besitz, dann Familie Possker. Ab 1850 waren die von Spangenberg Eigentümer. Im Jahr 1942 wurde das Gut an die schlesische Landgesellschaft verkauft.
Das Schloss erlitt dasselbe Schicksal wie andere derartige Objekte im kommunistischen Polen. Zuerst hinterließ die Rote Armee Verwüstungen. Das geplünderte Gebäude wurde in die polnische Landwirtschaftliche Produktionsgenossenschaft eingegliedert, verfiel zunehmend und wurde schließlich abgetragen.

## Bauwerk
Das Schloss bildete den Abschluss eines symmetrisch geordneten Hofs. Das Schloss war zweigeschossig mit einer Länge von neun Fensterachsen und einer Breite von fünf Fensterachsen. Stilistisch war dem Bau der Übergang vom Barock zum Klassizismus anzusehen. Eine weit geschwungene Treppe führte zum Portal, über dem sich ein von vier schlanken Säulen getragener Barockbalkon befand. Links und rechts des Schlosses befanden sich Kavaliershäuser und gegenüber dem Schloss wurde der Hof durch ein Stallgebäude mit einem barocken Glockenturm abgeschlossen.